# L'Histoire de Piera
Pour les articles homonymes, voir Piera (homonymie).
Pour plus de détails, voir Fiche technique et Distribution.
L'Histoire de Piera (titre original : Storia di Piera) est un film biographique franco-ouest-germano-italien réalisé par Marco Ferreri, sorti en 1983.
Le film est tiré de l'ouvrage autobiographique éponyme de Piera Degli Esposti et Dacia Maraini, Storia di Piera (1980), dont Ferreri, Esposti et Maraini ont adapté le scénario. Il est produit par Erwin C. Dietrich, Luciano Luna et Achille Manzotti.
Le film est présenté à la compétition principale du Festival de Cannes 1983, où il a été nommé pour la Palme d'or. Hanna Schygulla y reçoit le prix d'interprétation féminine du Festival de Cannes pour le rôle d'Eugenia.

## Synopsis
Le film commence dans une des nouvelles villes de Latina avec la naissance de Piera, la fille d'Eugenia, quelque peu déséquilibrée, et de son mari Lorenzo, apparemment sain d'esprit, qui travaille au Parti communiste italien. Le comportement d'Eugenia à la maison et en public devient de plus en plus erratique et lorsque, en plus, Lorenzo perd son poste, la tension le conduit à l'hôpital psychiatrique. Piera quitte l'école pour travailler chez une couturière et poursuit son rêve de jouer la comédie, pour finalement percer à la télévision et au théâtre. Entrecoupée de sa vie extérieure, on assiste à son développement sexuel, des baisers avec les garçons du quartier à une relation lesbienne alors qu'elle est à l'hôpital pour des problèmes respiratoires, et enfin à ses relations à des hommes adultes. Tandis que Piera mûrit en tant que femme et actrice, Eugenia dépérit et doit être hospitalisée. Le film se termine sur une plage déserte où Piera emmène sa mère pour la journée. Les deux femmes se déshabillent et se serrent nue l'une contre l'autre dans un moment de tendresse mutuelle.

## Fiche technique
- Titre français : L'Histoire de Piera ou L'Histoire de Pierra[4]
- Titre original italien : Storia di Piera[5]
- Titre allemand : Die Geschichte der Piera
- Réalisation : Marco Ferreri
- Scénario : Marco Ferreri, Dacia Maraini, d'après le récit autobiographique de Piera Degli Esposti
- Photographie : Ennio Guarnieri
- Montage : Ruggero Mastroianni
- Musique : Philippe Sarde
- Costumes : Nicoletta Ercole
- Son : Georges Prat
- Décors : Francesco Frigeri et Luciana Levi
- Producteurs : Erwin C. Dietrich, Luciano Luna, Achille Manzotti
- Société(s) de production : Faso Film, Sara Films, Ascot Film
- Société de distribution : UGC
- Pays de production :  Italie |  France |  Allemagne de l'Ouest
- Format : couleur — 35 mm — 1,85:1 — son mono
- Genre : Film dramatique, Film biographique
- Durée : 106 minutes (1 h 46)
- Dates de sortie :
  - Italie : 2 février 1983
  - France : 13 mai 1983 (Festival de Cannes)[3] ; 18 mai 1983 (sortie nationale)
  - Allemagne de l'Ouest : 27 mai 1983
- Classification :
  - France : interdit aux moins de 12 ans lors de sa sortie

## Distribution
- Isabelle Huppert : Piera
- Hanna Schygulla : Eugenia, mère de Piera
- Marcello Mastroianni : Lorenzo, père de Piera
- Angelo Infanti : Tito
- Tanya Lopert : Elide
- Bettina Grühn : Piera enfant
- Renato Cecchetto
- Maurizio Donadoni : Massimo
- Aïché Nana : la sage-femme

## Production
Le film est tourné à Sabaudia, Latina, Pontinia et Cinecittà en octobre 1982.

## Exploitation
Le film enregistre 491 066 entrées en France au cours de son exploitation en salle.

### Accueil critique
Pour Jean-Marc Lalanne des Cahiers du cinéma, 

« L'Histoire de Pierra commence par un accouchement (dans un éclat de rire) et se termine par une étreinte entre la mère et la fille, tout le film relatant ce double mouvement d'arrachement puis de réconciliation. Quand on sait que cette retrouvaille avec le corps de la mère se produit au bord de la mer, on voit dans quel imaginaire psychanalytique restreint baigne le film. Son originalité tient à ce traitement presque maniériste des grands topiques de la psychanalyse ; Ferreri ne prend pas vraiment au sérieux ces histoires d'Œdipe et d'incestes. Il s'en empare comme de figures toutes faites, des matrices fictionnelles, à partir desquelles il effectue quelques variations stylistiques inspirées, jouant à grossir les traits et vidant les motifs de leur contenu. Il en résulte un film assez ludique, léger (bien qu'un peu mélancolique), sensuel et solaire, où tous les tabous semblent transgressés depuis longtemps, où la Loi n'existe plus. Le point de vue est celui des femmes, en dehors de la Loi. Film sans récit, sans architecture dramatique qui n'avance que par vagues et ondoiement. »

— Jean-Marc Lalanne, Cahiers du cinéma no 515, juillet-août 1997

## Distinctions
- Festival de Cannes 1983 : Prix d'interprétation féminine pour Hanna Schygulla[3]